# Crillon
Crillon é uma comuna francesa na região administrativa de Altos da França, no departamento de Oise. Estende-se por uma área de 8,66 km². Em 2010 a comuna tinha 502 habitantes (densidade: 58 hab./km²).